# Подаврело
Подаврело (серб. Подаврело, босн. Podavrelo) — населенный пункт (деревня) в общине Чайниче, который принадлежит энтитету Республике Сербской, Босния и Герцеговина. По результатам югославской переписи населения 1991 года в Подаврело проживало 49 человек.

## Население
В населении деревни преобладают мусульмане (боснийцы), также проживают сербы.
| 1991                           | - | - | - | - | - | - |
| ------------------------------ | - | - | - | - | - | - |
| 49                             | - | - | - | - | - | - |
| Гистограмма динамики населения |   |   |   |   |   |   |

### Национальный состав населения
На 1991 год:
- сербы — 5 человек (10,20 %)
- хорваты — 0 человек (0,00 %)
- мусульмане — 44 человека (89,80 %)
- югославы — 0 человек (0,00 %)
- другие и неизвестно — 0 человек (0,00 %)